# Robin Hranáč
Robin Hranáč, né le 29 janvier 2000 à Pilsen en Tchéquie, est un footballeur tchèque qui évolue au poste de défenseur central au TSG Hoffenheim.

## Biographie

### En club
Né à Pilsen en Tchéquie, Robin Hranáč est formé par le club local du Viktoria Plzeň.
Il joue son premier match en professionnel le 10 février 2021, à l'occasion d'une rencontre de coupe de Tchéquie face au FK Přepeře. Il entre en jeu à la place de Lukáš Kalvach et son équipe l'emporte par sept buts à zéro.
En juillet 2021, Hranáč est prêté au Tatran Liptovský Mikuláš, en Slovaquie.
En janvier 2022, Robin Hranáč est de nouveau prêté, cette fois-ci au FK Pardubice. Il inscrit son premier but pour le FK Pardubice le 1 mai 2022, lors d'une rencontre de championnat face au Bohemians 1905. Titulaire, il donne la victoire à son équipe en étant l'unique buteur de la partie.
Le 8 juin 2022, Hranáč prolonge son contrat de trois ans avec le Viktoria Plzeň.
Fin août 2024, il quitte le club tchèque pour la Bundesliga, il rejoint le club allemand TSG Hoffenheim où il signe un contrat à long terme.

### En sélection
Robin Hranáč joue son premier match avec l'équipe de Tchéquie espoirs le 11 novembre 2021, face à l'Angleterre. Il entre en jeu à la place de Martin Vitík et son équipe s'incline par trois buts à un.
Il est retenu dans la liste des 26 joueurs tchèques du sélectionneur Ivan Hašek pour participer à l'Euro 2024. Titulaire sur l'ensemble des matchs (Portugal, Turquie et Géorgie), il sera éliminé avec son équipe dès le premier tour. 